# درسبوري (تشيشير)
درسبوري (بالإنجليزية: Daresbury)‏ هي قرية و أبرشية مدنية تقع في المملكة المتحدة في إنجلترا. يقدر عدد سكانها بـ 216 نسمة .

## أعلام
- لويس كارول